# Melanchthonhaus (Pforzheim)

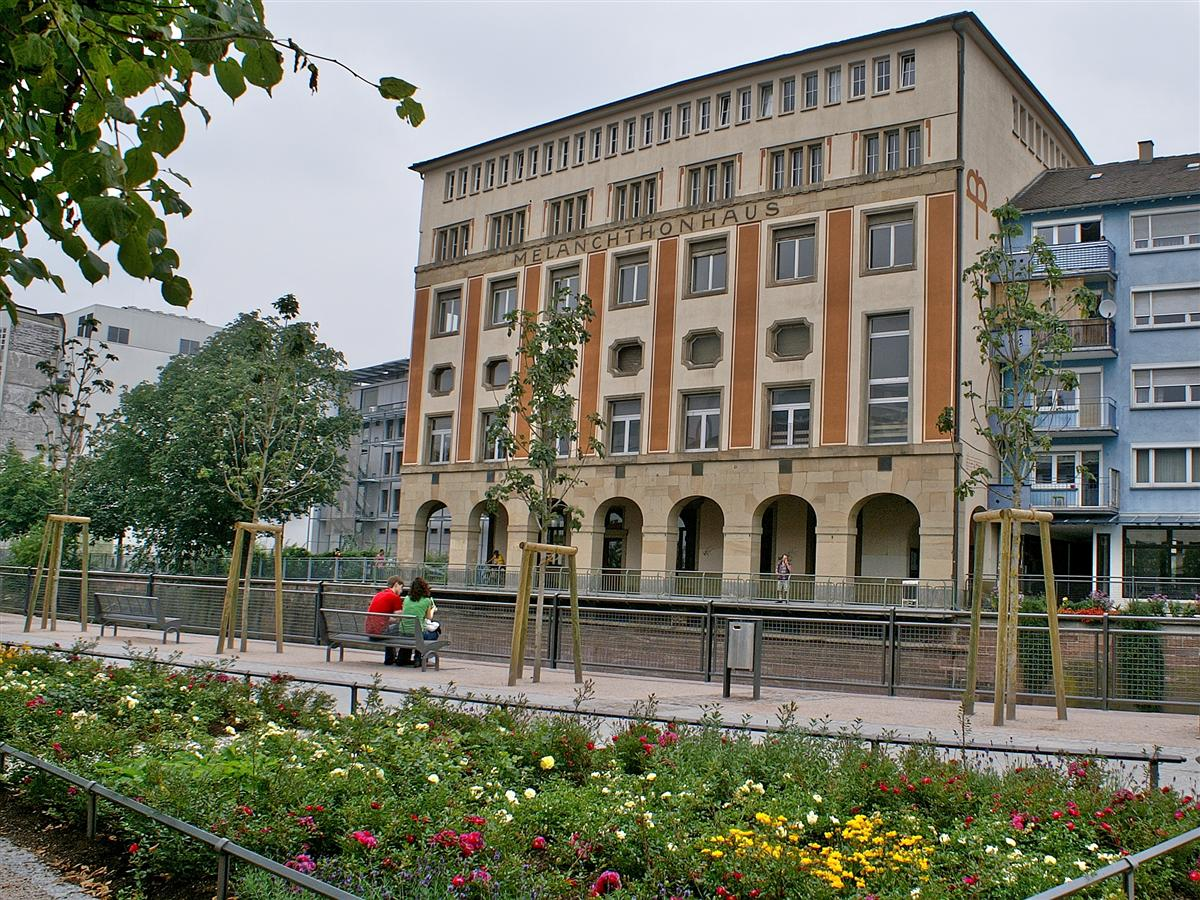
Melanchthonhaus

Das sogenannte Melanchthonhaus in Pforzheim, einer Stadt im nördlichen Baden-Württemberg, wurde 1914 errichtet. Das Gebäude an der Bissinger Straße 6, direkt an der Enz gelegen, ist ein geschütztes Kulturdenkmal.
Das fünfgeschossige Gebäude, benannt nach dem Humanisten und Reformator Philipp Melanchthon (1497–1560), wurde für den evangelischen Stadtmissionsverein (gegründet 1891) nach Plänen des Architekten Hans Blöchle aus Pforzheim erbaut. 
Den Zweiten Weltkrieg überdauerten die Arkaden und die Fassade aus Naturstein. Ein Fries über dem fünften Geschoss trägt den Namen Melanchthonhaus. 
Das Innere des Gebäudes wurde von 1949 bis 1952 neu aufgeteilt und das ursprüngliche Walmdach wurde mit einem zusätzlichen Geschoss verändert. 
Über der Arkadenzone aus gelbem Sandstein mit Rundbögen sind zwei verputzte Obergeschosse durch gemalte Lisenen optisch zusammengefasst. Die quadratischen Oberlichtfenster geben den hohen Sälen im ersten Obergeschoss zusätzlich Tageslicht. Sämtliche Fenster wurden in den 1980er Jahren ohne ihre ursprüngliche Sprossenteilung ersetzt.